# Centre culturel Valery-Larbaud
Le centre culturel Valery-Larbaud est situé à Vichy (France).

## Localisation
Le centre est situé sur la commune de Vichy, au 15 rue du Maréchal-Foch, dans le département de l'Allier, en région Auvergne-Rhône-Alpes.

## Description
Construit en 1926 par les architectes Antoine Chanet et Jean Liogier sous le nom de Petit Casino de Vichy, cet édifice constitue un des rares exemples en France de casino de style Art déco. Malheureusement amoindri par la reconstruction de sa façade après la guerre, il a cependant conservé sa salle de spectacle et un escalier orné de vitraux de Francis Chigot représentant la Comédie, la Tragédie et la Musique. Le petit casino a été transformé en centre culturel en 1965 et nommé selon l'écrivain Valery Larbaud, né et mort à Vichy.

## Historique
Il est inscrit au titre des monuments historiques par arrêté du 10 août 2000.

## Protection
Éléments protégés : le petit casino avec sa salle de spectacle et son escalier orné de trois vitraux de Francis Chigot.

## Galerie

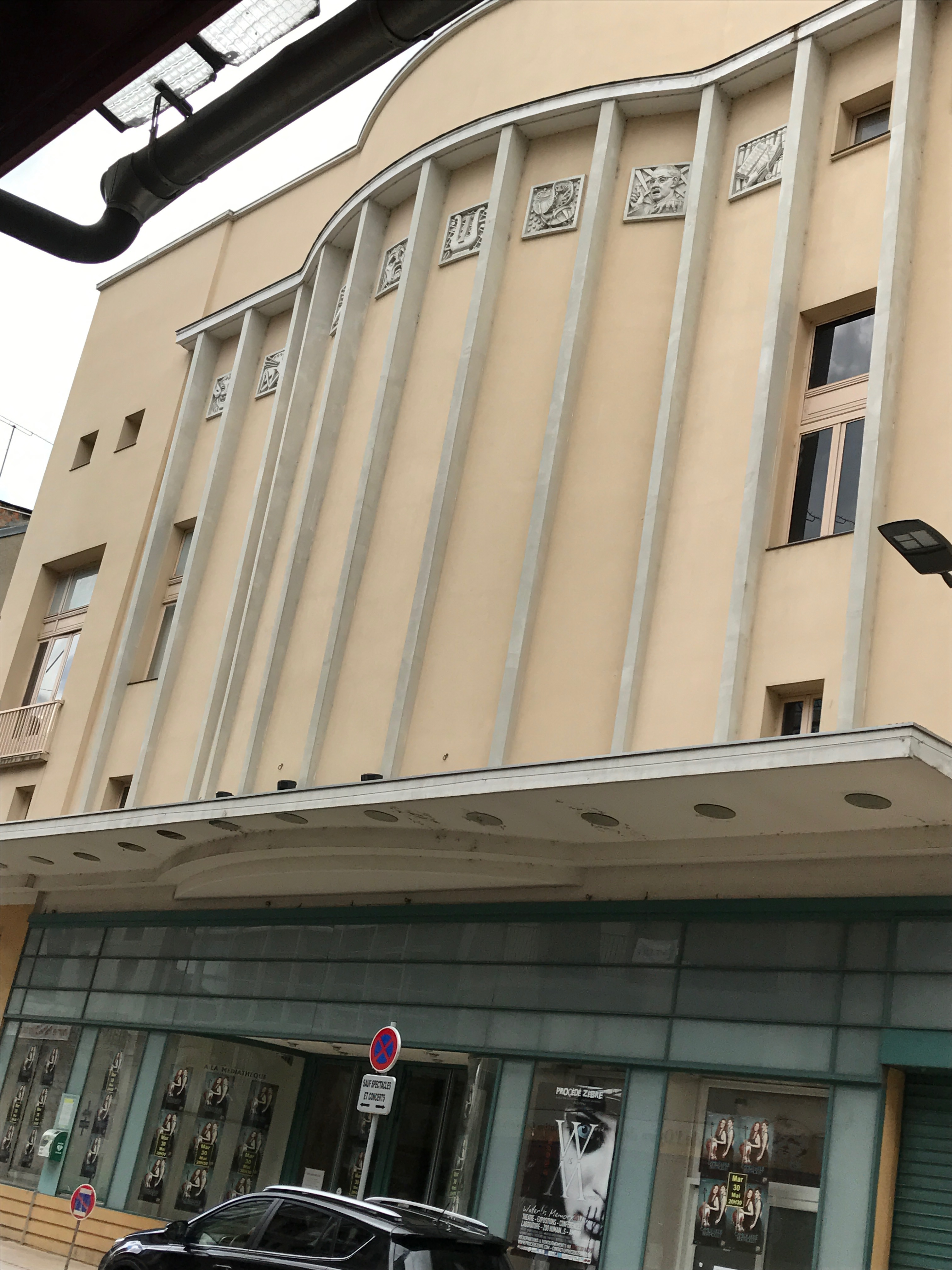
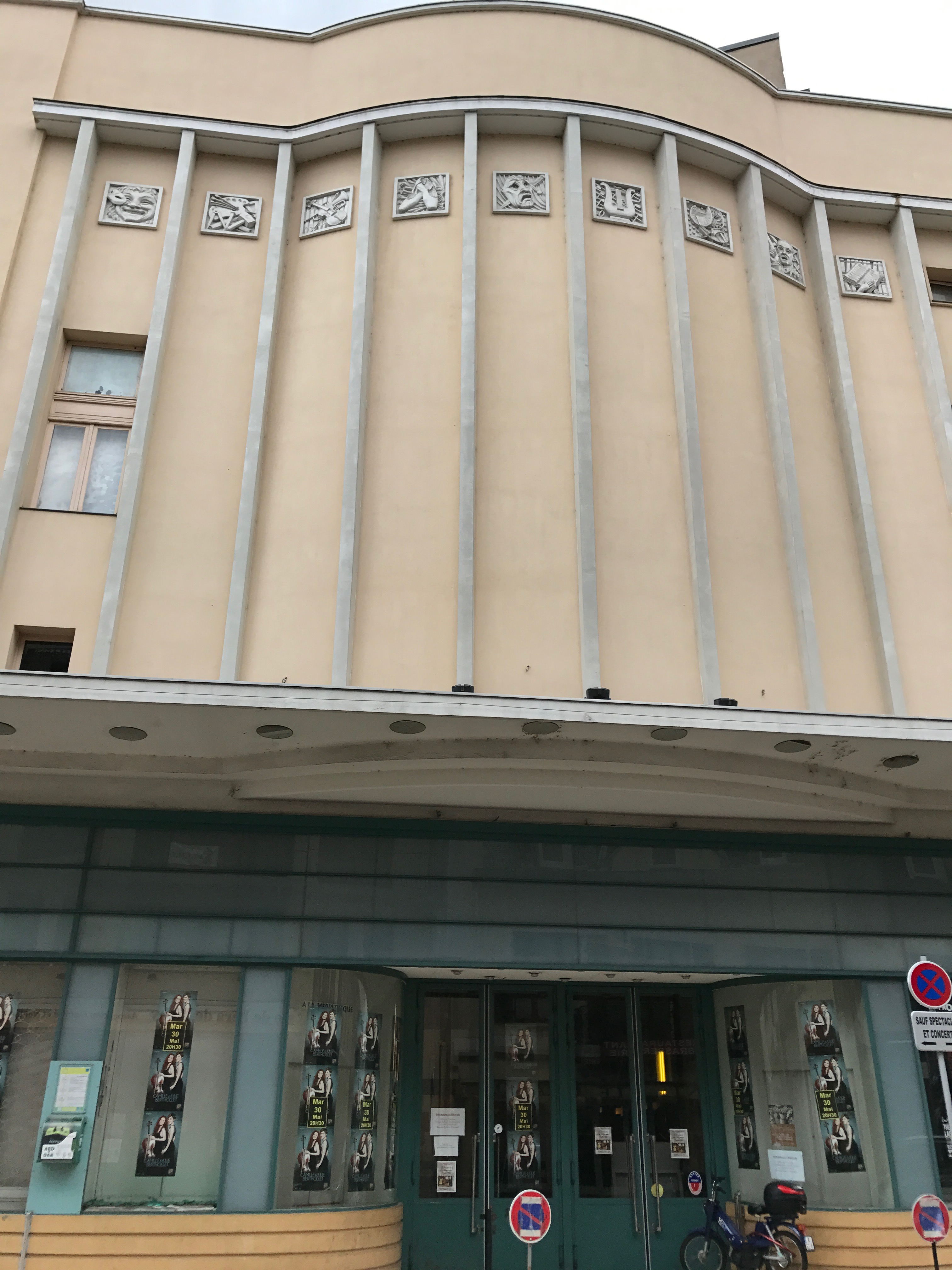
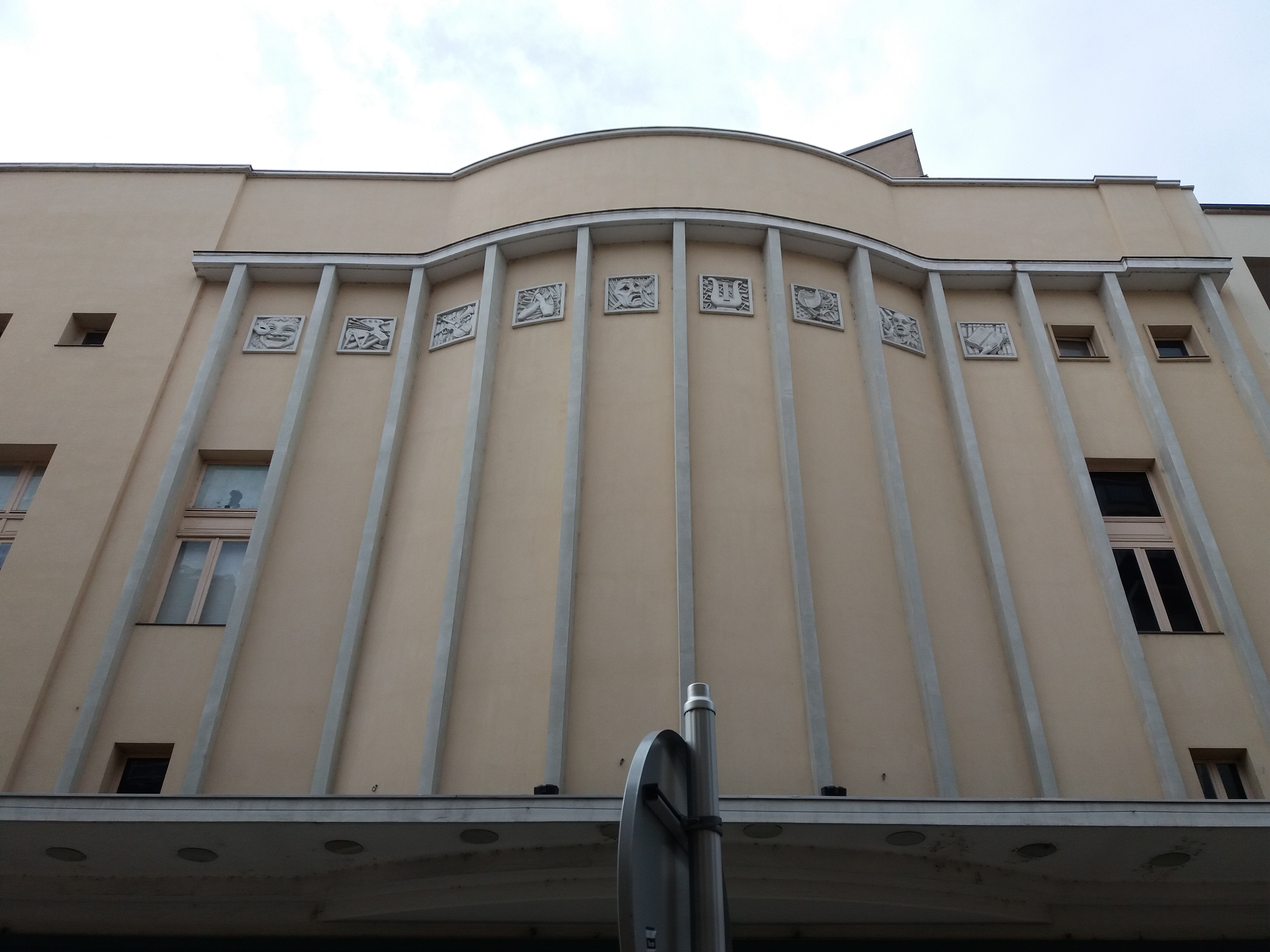